# Bukefalion
Bukefalion – ornament charakterystyczny dla sztuki starożytnej Grecji i Rzymu w postaci girlandy z żywym łbem końskim, najczęściej stosowany w sztuce sepulkuralnej. 
Motyw dekoracyjny o kształcie czaszki byka nazywany jest bukranionem.